# 薛毓麒
薛毓麒（1917年2月19日—2001年11月9日），江蘇武進人，中華民國外交官，曾任總統府國策顧問。
薛毓麒係中央政治學校畢業、澳洲墨爾本大學碩士。民國二十九年進入外交部服務。早年在駐澳大利亞、斐濟、菲律賓各使領館服務。民国三十八年（1949年），任專門委員兼幫辦。歐洲司、條約司司長。民国四十四年（1955年），任中華民國駐聯合國公使級副常任代表，代表處處長。
民国五十六年（1967年），任駐加拿大大使。任内加拿大承认中华人民共和国，与中华民国断交。民国六十年（1971年），任駐西班牙大使。任内西班牙承认中华人民共和国，与中华民国断交。外交部常務次長。
民国六十四年（1975年），任駐沙烏地阿拉伯大使。民国七十一年（1982年），任駐大韓民國大使，任內發生中國民航296號航班劫機事件，向韓方發表聲明說此次劫機為「反共義士的投奔自由」，成功將六名劫機犯（後被中華民國政府稱為「六義士」）接來台灣，但此事也促成了韓國與中華人民共和國官方的第一次正式接觸，雙方以「大韓民國」及「中華人民共和國」的正式國名互稱，普遍認為是中華人民共和國與韓國間關係正常化的開端，也為中華民國及韓國的邦交動搖揭開序幕。民国七十五年（1986年），任外交部顧問，總統府國策顧問。
他在駐韓及駐沙大使任內時，從事學習韓文與阿拉伯文。在利雅德期間，時以可蘭經之一二金句，向來賓誦出，使客人驚異。著作有「國際之交流安全制度」。晚年致力於中華民國阿拉伯文化經濟之交流工作。晚年患阿茲海默症，於2001年11月9日离世。